# 加努妄傳說
加努妄傳說（布農語：Qanuvang，日語：カヌヴァン）是台灣布農族丹社群塔馬羅灣社（位於今南投縣信義鄉地利村）流傳的鹿起源神話，「加努妄」一詞在布農語中為「鹿」的意思。

## 傳說
據說原本世界上沒有鹿，但某天有對父子外出打獵後，父親先行回家，卻遲遲等不到兒子，他覺得情況不對勁而沿著回來的路過去查看，結果目睹了自己的兒子不知道為甚麼變成了鹿，綁成辮子的頭髮還變為鹿的尾巴，從此鹿就出現在這個世界上。

### 相關故事
在布農族的卡特克蘭社（位於今南投縣信義鄉地利村）另有一則人化鹿的故事，故事的主角是一位性慾旺盛的男子，他不僅是人、連動物都可以當作對象。而在某天他躲在鹿會出沒的地方準備以鹿為對象，卻沒想到她的母親放火來驅趕鹿，而他跟著鹿群跑掉，並且也逐漸變成鹿。據說那座被放火的山叫托托爾（トトル）山，至今完全沒有鹿棲息在那裡。